# Championnats du monde juniors de ski alpin 1997
Navigation
Édition précédente Édition suivante
La 16e édition des Championnats du monde juniors de ski alpin s'est déroulée du 26 février au 1er mars 1997 à Schladming en Autriche.

## Tableau des médailles
| Rang  | Nation     | Or | Argent | Bronze | Total |
| ----- | ---------- | -- | ------ | ------ | ----- |
| 1     | Italie     | 3  | 1      | 1      | 5     |
| 2     | Autriche   | 2  | 4      | 0      | 6     |
| 3     | Finlande   | 1  | 0      | 2      | 3     |
| 4     | Allemagne  | 1  | 0      | 1      | 2     |
| 5     | Slovénie   | 1  | 0      | 0      | 1     |
| 6     | Suisse     | 0  | 1      | 1      | 2     |
| 7     | France     | 0  | 1      | 0      | 1     |
| 7     | États-Unis | 0  | 1      | 0      | 1     |
| 9     | Suède      | 0  | 0      | 2      | 2     |
| 10    | Norvège    | 0  | 0      | 1      | 1     |
| Total | Total      | 8  | 8      | 8      | 24    |

## Podiums

### Hommes
| Épreuves           | Or              | Argent              | Bronze           |
| ------------------ | --------------- | ------------------- | ---------------- |
| Descente 26/02     | Matteo Berbenni | Silvano Beltrametti | Andreas Damstuen |
| Super G 27/02      | Martin Stocker  | Harald Pachner      | Markus Larsson   |
| Slalom géant 28/02 | Benjamin Raich  | Patrick Thaler      | Markus Larsson   |
| Slalom 1/03        | Mitja Dragšič   | Martin Stocker      | Florian Eckert   |

### Femmes
| Épreuves          | Or               | Argent           | Bronze            |
| ----------------- | ---------------- | ---------------- | ----------------- |
| Descente 26/02    | Monika Bergmann  | Karin Blaser     | Nadia Styger      |
| Super G 27/02     | Karen Putzer     | Karin Blaser     | Tanja Poutiainen  |
| Slalom géant 1/03 | Karen Putzer     | Ingrid Jacquemod | Antonella Marquis |
| Slalom 28/02      | Tanja Poutiainen | Sarah Schleper   | Pia Käyhkö        |